# فالتر شتينز
فالتر فرانز ماريا شتينز (من 12 أبريل 1895 إلى 19 مايو 1983) أحد زعماء كتيبة العاصفة (SA، العاصفة، أو "القمصان البنية") للحزب النازي في برلين والمنطقة المحيطة بها. في أغسطس 1930، قاد ثورة ستينس ضد أدولف هتلر، زعيم الحزب، والرئيس الإقليمي للحزب الذي عينه هتلر في منطقة برلين، جوزيف غوبلز. كان الخلاف حول سياسات هتلر وممارساته في استخدام القوات الشبه العسكرية كتيبة العاصفة، والهدف الأساسي للمنظمة شبه العسكرية. قام هتلر بإخماد التمرد بسلام، ولكن بعد تمرد ثان في مارس - أبريل 1931، تم تطهير كتيبة العاصفة وتم طرد ستينيس من الحزب.

## حياة شخصية
ولد ستينز في عام 1895 لفريتز ستينس، وهو محضّر وضابط بالجيش الألماني، وزوجته لويز. تلقى تعليمه في مدرسة كاديت – الأكاديمية العسكرية الرسمية التي يديرها الجيش – في شلوس بينسبرج. في عام 1910، انتقل إلى المدرسة الملكية البروسية الرئيسية في برلين-ليشترفيلد. ومن بين زملائه هناك هيرمان جورينج وجيرهارد روزباخ.

## في الحزب النازي
انضم ستينز إلى الحزب النازي في عام 1927. تولى قيادة كتيبة العاصفة (SA، العاصفة، أو "القمصان البنية") في منطقة Gau في برلين، ليحل محل كورت دالوج،  وعُيِّن القائد الإقليمي الأعلى لكتيبة العاصفة في شرق ألمانيا في 30 سبتمبر 1927. وحمل رتبة OSAF Stellvertreter أوست (نائب القائد الأعلى لقوات كتيبة العاصفة الشرقية) من بين سبعة نواب إقليميين. 

## روابط خارجية
- فالتر شتينز على موقع مونزينجر (الألمانية)